# Jan-Paul Saeijs
Jan-Paul Frederik Daniel Saeijs (ur. 20 czerwca 1978 w Hadze) – holenderski piłkarz występujący na pozycji obrońcy.

## Kariera
Saeijs zawodową karierę rozpoczynał w 1998 roku w drugoligowym ADO Den Haag. W 2003 roku awansował z nim do Eredivisie. W tych rozgrywkach zadebiutował 15 lutego 2004 roku w zremisowanym 2:2 pojedynku z Feyenoordem. 10 kwietnia 2004 roku w przegranym 1:3 spotkaniu z RKC Waalwijk strzelił pierwszego gola w Eredivisie. Przez 8 lat w barwach ADO zagrał 161 razy i zdobył 12 bramek.
Na początku 2006 roku Saeijs odszedł do innego pierwszoligowca, Rody Kerkrade. Pierwszy ligowy mecz zaliczył tam 4 lutego 2006 roku przeciwko PSV Eindhoven (2:3). W styczniu 2009 roku został wypożyczony do angielskiego Southamptonu. W Championship zadebiutował 10 stycznia 2009 roku w wygranym 1:0 pojedynku z Barnsley. W Southamptonie spędził pół roku.
Po zakończeniu sezonu 2008/2009 Saeijs wrócił do Rody. Grał w niej jeszcze przez rok. W 2010 roku odszedł do De Graafschap, także grającego w Eredivisie. Pierwszy ligowy mecz zaliczył tam 14 sierpnia 2010 roku przeciwko PSV (0:6). W De Graafschap przez 2 lata rozegrał 28 spotkań, a w 2012 roku, po spadku jego klubu do Eerste divisie, zakończył karierę.
| Sezon   | Klub             | Kraj     | Rozgrywki      | Mecze | Bramki |
| ------- | ---------------- | -------- | -------------- | ----- | ------ |
| 1998/99 | ADO Den Haag     | Holandia | Eerste divisie | 5     | 1      |
| 1999/00 | ADO Den Haag     | Holandia | Eerste divisie | 33    | 1      |
| 2000/01 | ADO Den Haag     | Holandia | Eerste divisie | 25    | 1      |
| 2001/02 | ADO Den Haag     | Holandia | Eerste divisie | 9     | 0      |
| 2002/03 | ADO Den Haag     | Holandia | Eerste divisie | 29    | 3      |
| 2003/04 | ADO Den Haag     | Holandia | Eredivisie     | 13    | 2      |
| 2004/05 | ADO Den Haag     | Holandia | Eredivisie     | 32    | 1      |
| 2005/06 | ADO Den Haag     | Holandia | Eredivisie     | 15    | 3      |
| 2005/06 | Roda JC Kerkrade | Holandia | Eredivisie     | 11    | 0      |
| 2006/07 | Roda JC Kerkrade | Holandia | Eredivisie     | 30    | 2      |
| 2007/08 | Roda JC Kerkrade | Holandia | Eredivisie     | 30    | 3      |
| 2008/09 | Roda JC Kerkrade | Holandia | Eredivisie     | 16    | 0      |
| 2008/09 | Southampton F.C. | Anglia   | Championship   | 20    | 2      |
| 2009/10 | Roda JC Kerkrade | Holandia | Eredivisie     | 21    | 2      |
| 2010/11 | De Graafschap    | Holandia | Eredivisie     | 14    | 0      |
| 2011/12 | De Graafschap    | Holandia | Eredivisie     | 14    | 0      |